# Arte románico en Aragón

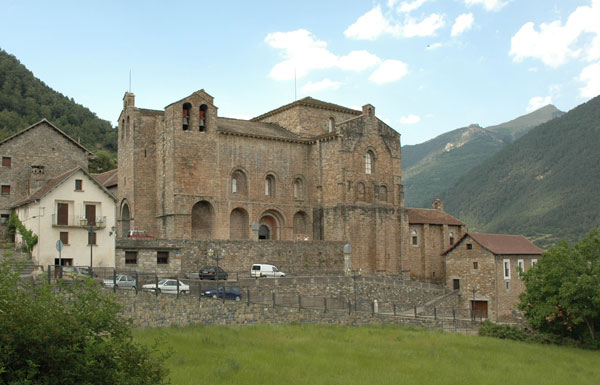
Monasterio de San Pedro de Siresa

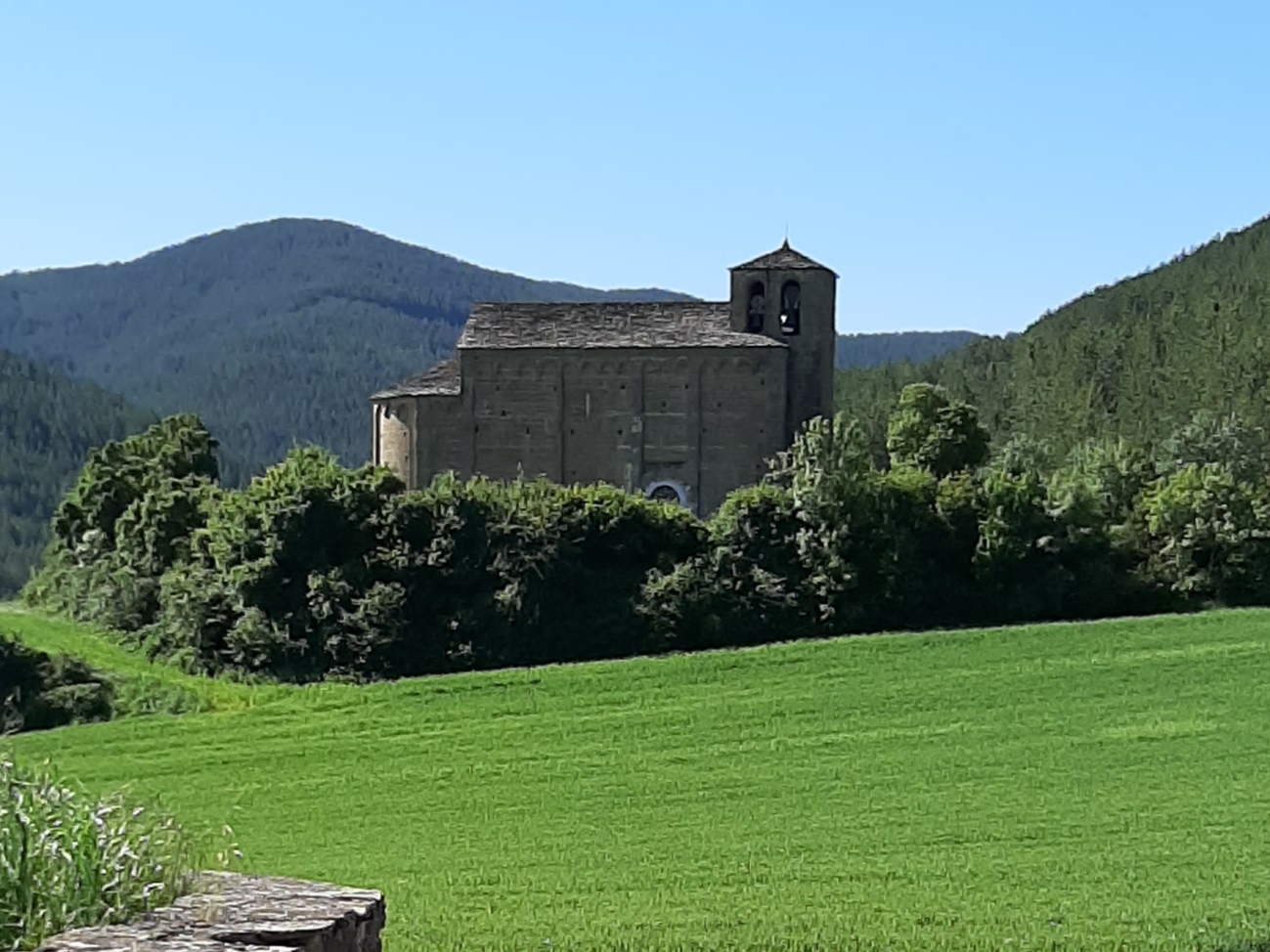
Iglesia de los Santos Julián y Basilisa (Bagüés)

El arte románico en Aragón se caracteriza por la presencia de una arquitectura monumental, exótica y suntuosa, erigida desde la segunda mitad del siglo XI hasta principios del siglo XII que se superpone a los más modestos edificios de tradición y estilos mozárabe y lombardo de la región.
La Catedral de Jaca, la iglesia del castillo de Loarre o la de Santa María del monasterio de Santa Cruz de la Serós, constituyen un asombro para la época, y su magnificencia regia contrasta con la conservadora tradición de la liturgia mozárabe, eclipsándola.

## Contexto histórico

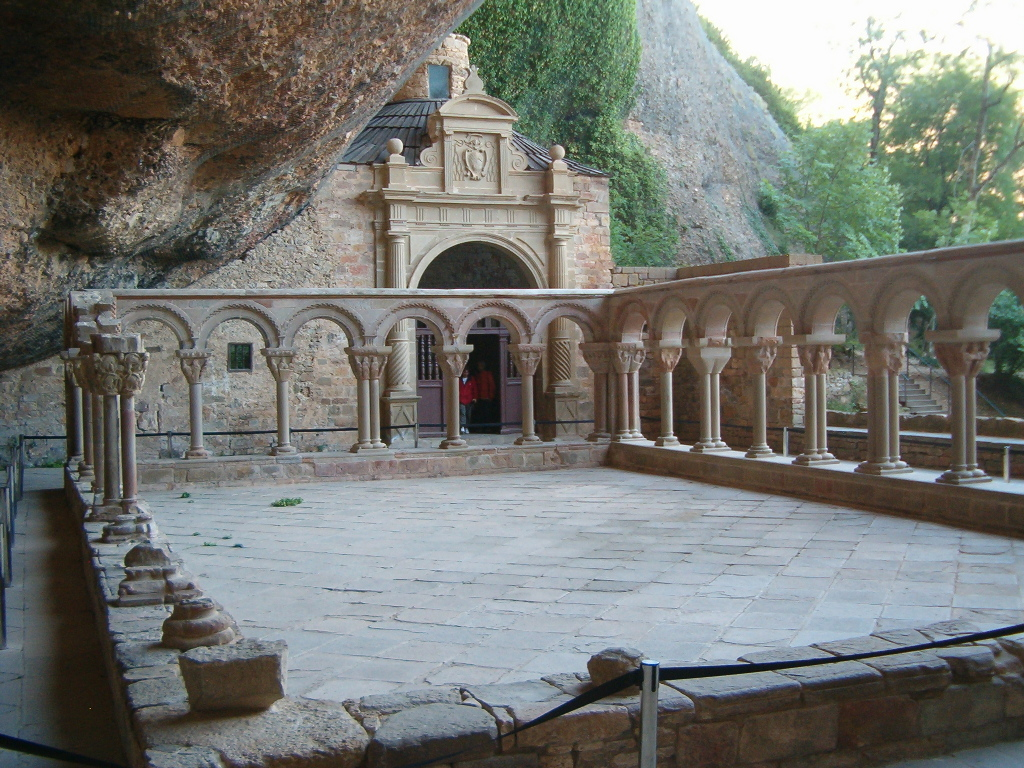
Claustro románico del Monasterio de San Juan de la Peña

Aragón surge como región histórica con personalidad propia hacia el siglo VIII, tras la invasión musulmana de la península. Inicialmente, posee dos grandes regiones condicionadas por la topografía: la montaña, amalgama de valles pirenaicos poblados por cristianos, y la llanura –dominada por jerarcas musulmanes–, que llega hasta las riberas del Ebro y sus afluentes. La principal vía es una calzada romana que unía Zaragoza con Bearn, atravesando el puerto pirenaico del Palo. Los pequeños asentamientos cristianos se articulan en torno a un núcleo ibérico-romano, la futura Jaca.
A principios del siglo IX, surgen algunos caudillos montañeses, señores propietarios que tratan de garantizar la independencia de los pequeños asentamientos cristianos de la zona regada por los ríos Aragón — topónimo del futuro territorio — y Gállego. Este sometimiento y aislamiento generará un fuerte sentimiento independentista, aunque capaz de asimilar sucesivas oleadas de gentes hispanas y galas que aportan nuevas costumbres y estilos artísticos. Los que llegan de la península traen modos y estilos mozárabes; los provenientes de las Galias aportan las tradiciones monásticas de la regla de San Benito. 

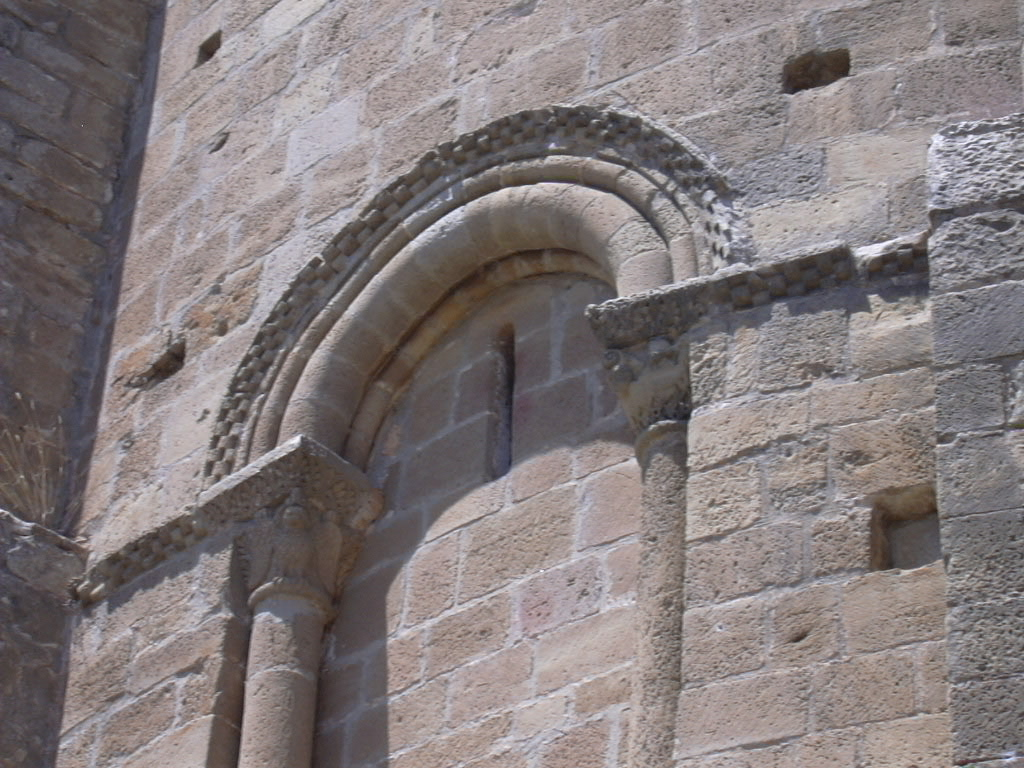
Ábside de la capilla real del castillo de Loarre. Detalle

A inicios del siglo X, la región es ocupada por el rey de Pamplona Sancho I Garcés, iniciándose una restauración diocesana, con obispado en Sasabe (922). Se consagra la primera iglesia de San Juan de la Peña. La población aumenta, y se establecen las primeras tenencias militares permanentes.
El pujante comercio entre África y Europa, surgido en el siglo XI, aporta novedades culturales y trae inesperados ingresos, generados en las aduanas de Canfranc-Jaca, de la ruta Narbona-Jaca-Pamplona. Ramiro I de Aragón, hacia 1054, se erige rey de Aragón, acaudillando un levantamiento que libera a la región del dominio del rey de Pamplona. Surge un arte románico primitivo, alejado de las anteriores influencias mozárabes y musulmanas. El rey aragonés Sancho Ramírez (1063-1094) amplía sus dominios, arrebatándoselo a los vecinos gobernantes cristianos y musulmanes. Loarre se convierte en capilla real. Jaca es la ciudad real, sede episcopal, y centro administrativo que acuña mancusos, la primera moneda de oro aragonesa.
Consolidados los reyes de Aragón, durante el siglo XI la dinastía de los Ramírez se anexionó amplios territorios e importantes ciudades, como Zaragoza (1118), Tudela (1119), Tarazona (1119), Calatayud (1120) y Daroca (1120). Aragón se repuebla creándose nuevas ciudades «francas» que poseen estatutos económicos privilegiados, respetando las costumbres de los campesinos musulmanes, o mediante abirragados concejos situados en las zonas fronterizas que, con la promesa de su defensa y no preguntar por su pasado, atraen a multitud de aventureros. Con la restauración eclesiástica, se erigirán en Aragón decenas de nuevas iglesias en los territorios y ciudades conquistados, y los prelados de las sedes, en gran parte procedentes de las zonas francesas, aportarán una corriente cultural con estilos artísticos renovadores.

## Influencias artísticas
El arte románico aragonés constituye una espléndida intrusión del arte italiano de la época, aunque desde la segunda mitad del siglo XII, la influencia proviene del sudoeste de la región –más desarrollada– vinculada a la tradición jacobea, de Castilla y Navarra. 
Aragón alberga uno de los tramos del Camino de Santiago, haciéndose patente su influencia artística en la iglesia de Santiago de Agüero, o en las de Cinco Villas, como la portada de la iglesia de San Esteban, en Sos del Rey Católico, o en Santa María de Uncastillo. La iconografía muestra afinidades con temas recurrentes del Camino, aunque también posee vestigios de la tradición musulmana, reflejados en algunos temas más sensuales.

## Arquitectura

Iglesia de San Juan de Busa. Románico de Serrablo (-)

Algunos edificios aragoneses muestran la doble influencia de los estilos mozárabe y románico primitivo, destacando San Juan de la Peña, el castillo de Loarre, la iglesia de Iguácel y las del valle medio-alto del río Gállego, siendo el mejor ejemplo la iglesia de San Pedro, en Lárrede: con ausencia de escultura figurativa y ornamental, gruesas molduras aboceladas, vanos en arco de medio punto o ligeramente apuntados encuadrados en una chambrana y, en la cabecera, arquería de medio punto con un friso de largos billetes verticales (rollos) a modo de cornisa. También se edifica arquitectura de estilo lombardo-catalán, principalmente en los Pirineos.

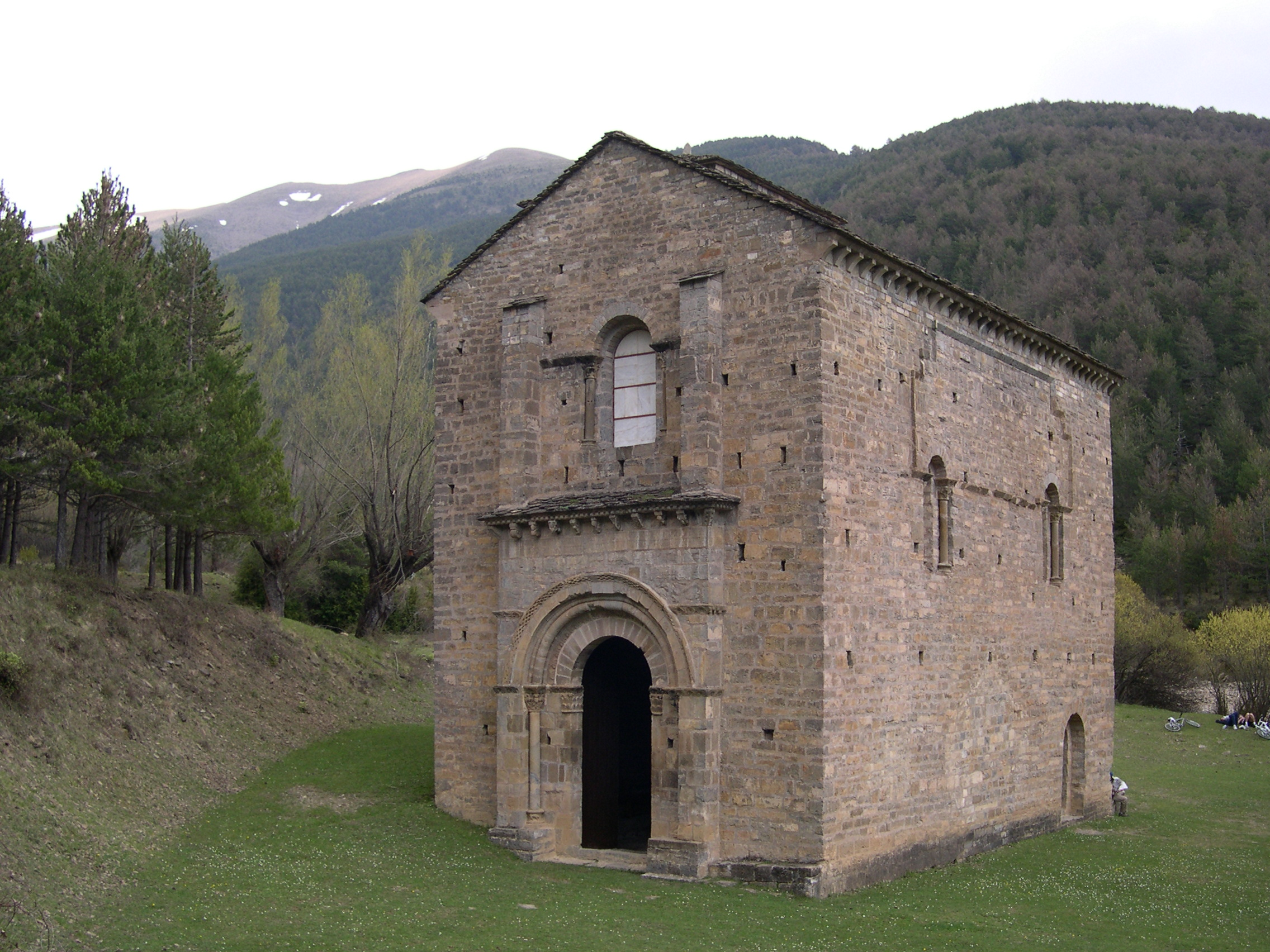
Iglesia de Santa María de Iguácel

Desde la segunda mitad del siglo XI, la construcción de la catedral de Jaca influirá poderosamente en la arquitectura del entorno, reflejándose en las iglesias de Loarre, Sos, Santa Cruz de la Serós y San Pedro de Siresa. San Juan de la Peña, como panteón real, es un conjunto singular conformado por edificaciones de variado estilo.
La influencia jacobea se percibe desde mediados del siglo XII, en la ruta de las Cinco Villas, Agüero-Murillo de Gállego, caracterizada por una arquitectura con bóveda de cañón ligeramente apuntada con arcos fajones, portadas historiadas, impostas abilletadas y crismones. Sólo entre los siglos XI y XII se han documentado unas mil edificaciones románicas aragonesas. 
El siglo XIII marca la transición del arte románico-gótico, manifestado en los monasterios de Veruela, Piedra, Rueda, Sigena; o las iglesias de Chalamera y Casbas. Serán las grandes órdenes colonizadoras las principales promotoras de las nuevas obras de carácter religioso.

## Escultura

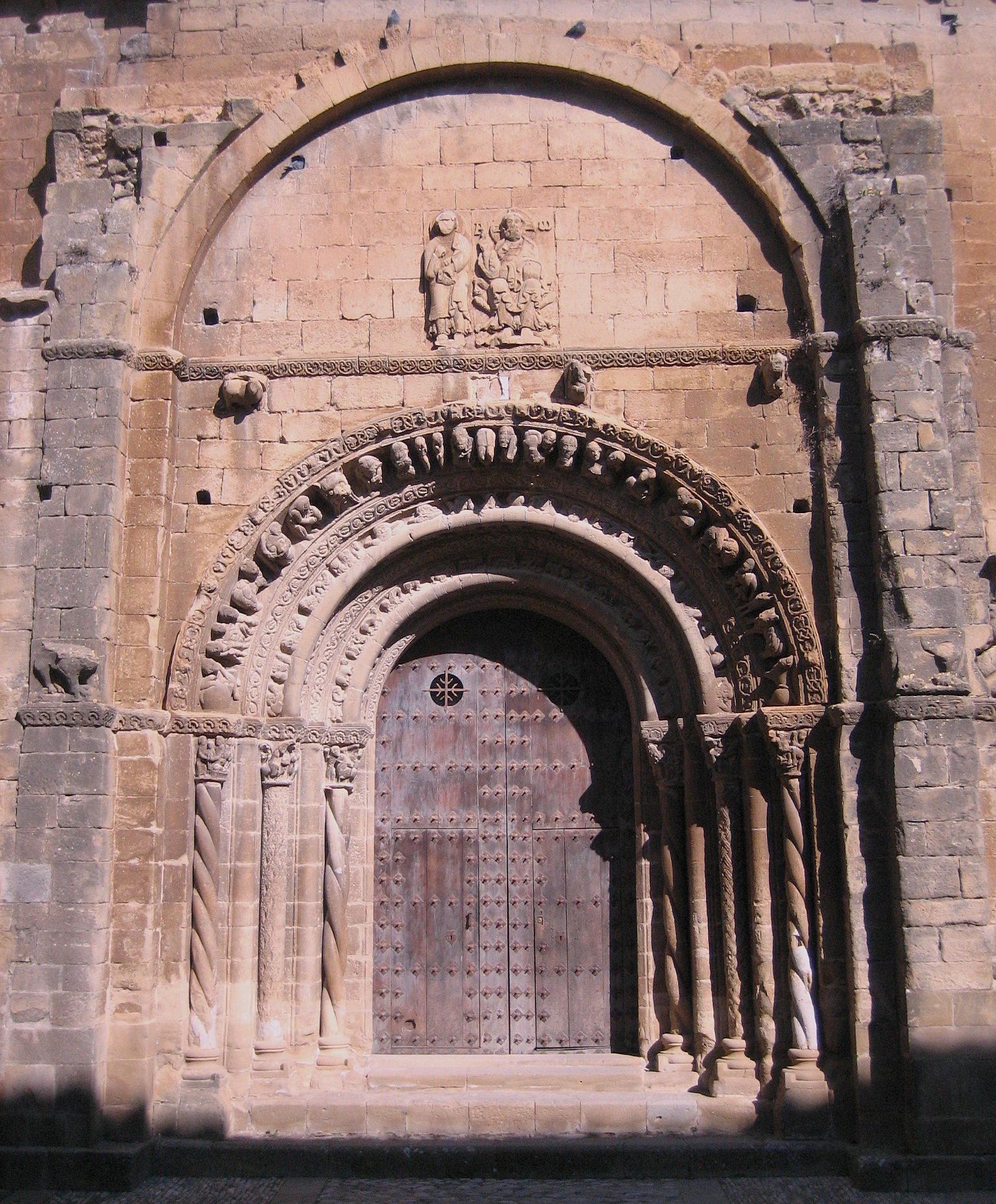
Pórtico sur de iglesia de Santa María la Mayor (Uncastillo)

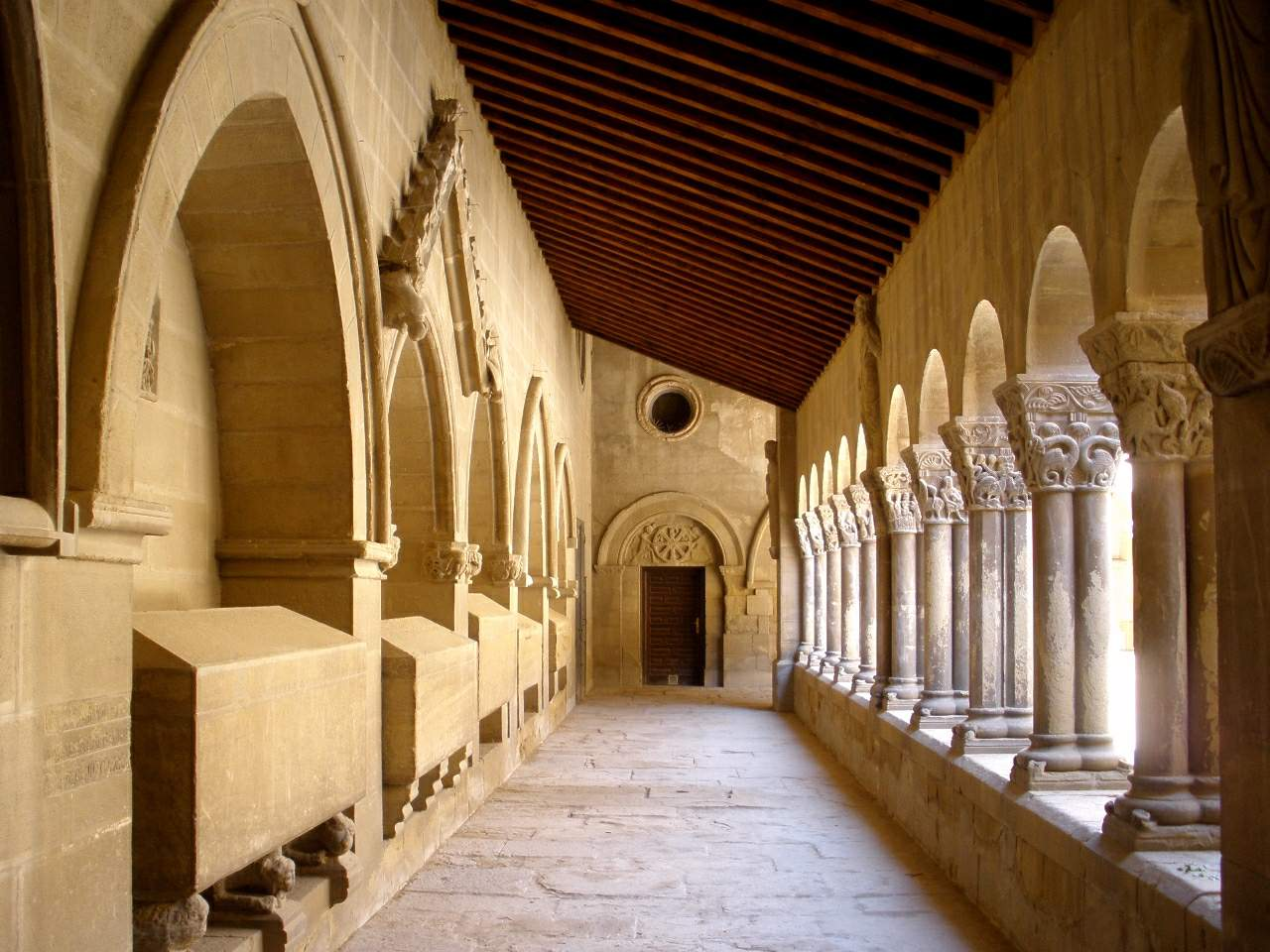
Claustro románico del monasterio de San Pedro el Viejo, en Huesca, que conserva

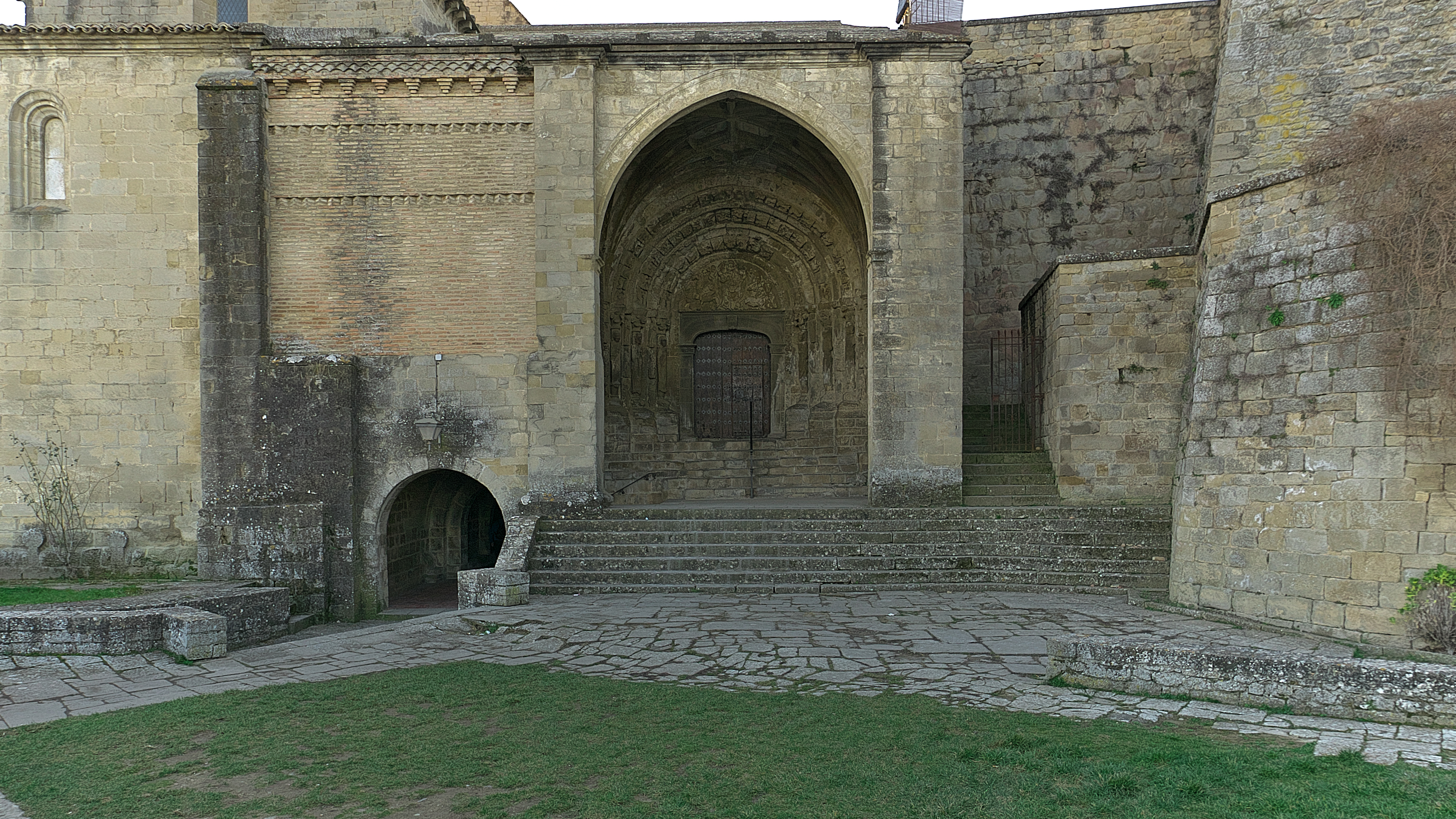
Portada de la iglesia de san Esteban en Sos del Rey Católico.

La catedral de Jaca (siglos XI-XII), con su rica y compleja iconografía, marcó el despertar de la escultura románica aragonesa y aun conserva un rico muestrario de escultura en capiteles y ménsulas.  Grabado sobre el tímpano de la puerta principal es un bajorrelieve que está presidido por un crismón y flanqueado por dos leones en cuyas garras aparecen sendas figuras humanas. Se trata de una pieza románica excepcional por la calidad de la escultura, sus grandes dimensiones y, ante todo, por su significado iconográfico que, en este caso, está reforzado por textos latinos que figuran en el crismón, en cada uno de los leones y en el dintel. El crismón será un elemento característico del románico de la zona. 
Destaca, por su buen sentido de la composición y esmerada talla, el Maestro del Sárcofago de doña Sancha, de posible origen italiano, cuyo estilo se aprecia en dos capiteles del antiguo claustro de Jaca, o en la Anunciación de la iglesia de Santa María (Santa Cruz de la Serós). Del maestro Esteban, se conservan  hermosos capiteles historiados en la cripta de la iglesia de san Esteban en Sos del Rey Católico.
En la región también sobresalen los claustros de los monasterios de San Juan de la Peña y de San Pedro el Viejo, ambos del siglo XII, con  esculturas en sus capiteles, muy vigorosas pero de tosca ejecución y con alguna influencia de la escuela de Toulouse. En el claustro de San Pedro el Viejo, con galerías de arcos de medio punto y columnas dobles, hay 38 elaborados capiteles, de los que 18 son originales y los veinte restantes son reproducciones que sustituyeron a los originales deteriorados con motivo de la restauración realizada a finales del siglo XIX; una parte de los sustituidos se muestra en el museo de Huesca. Los capiteles se atribuyen al maestro de San Juan de la Peña y representan la vida de Jesús, así como escenas de carácter alegórico e histórico. 
Se puede apreciar una insólita iconografía en varios capiteles del claustro de la colegiata de Alquézar: una Trinidad tricéfala creando a Adán, un Dios alado, o el sacrificio de Isaac, con claras reminiscencias del arte irlandés y carolingio.
En el siglo XII, el llamado Maestro de San Juan de la Peña (conocido también como maestro de Agüero), aunque con estilo algo arcaico, muestra su interés por el realismo en un rico repertorio bíblico de Epifanías, composiciones de danzantes, músicos, y animales fantásticos, de marcada influencia castellana septentrional.
En la comarca de las Cinco Villas (al norte de la actual provincia de Zaragoza) son evidentes los recuerdos de las escuelas de Borgoña y de Poitou en algunas portadas de iglesias parroquiales del siglo XII y principios del siglo XIII como la de Santa María de Uncastillo. En palabras de Huizinga, es en Uncastillo donde el románico aragonés expresará «una euforia carnavalesca, un llanto y crujir de dientes».

Esculturas románicas de Aragón
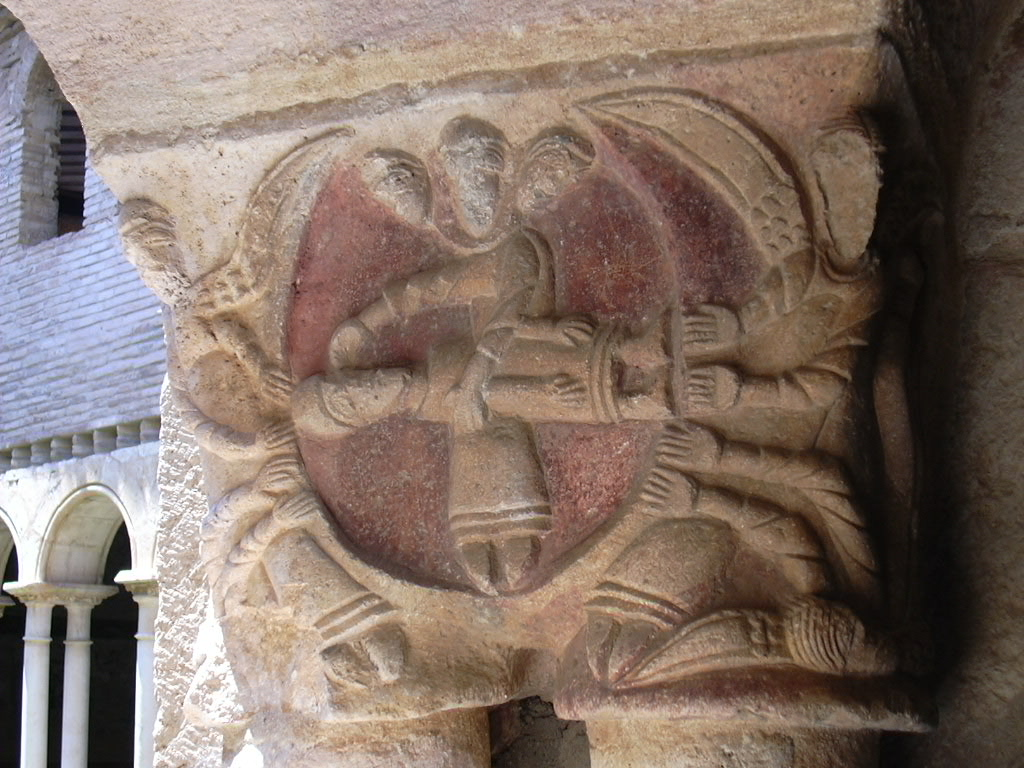
Capitel del claustro de la colegiata de Alquézar. Trinidad tricéfala
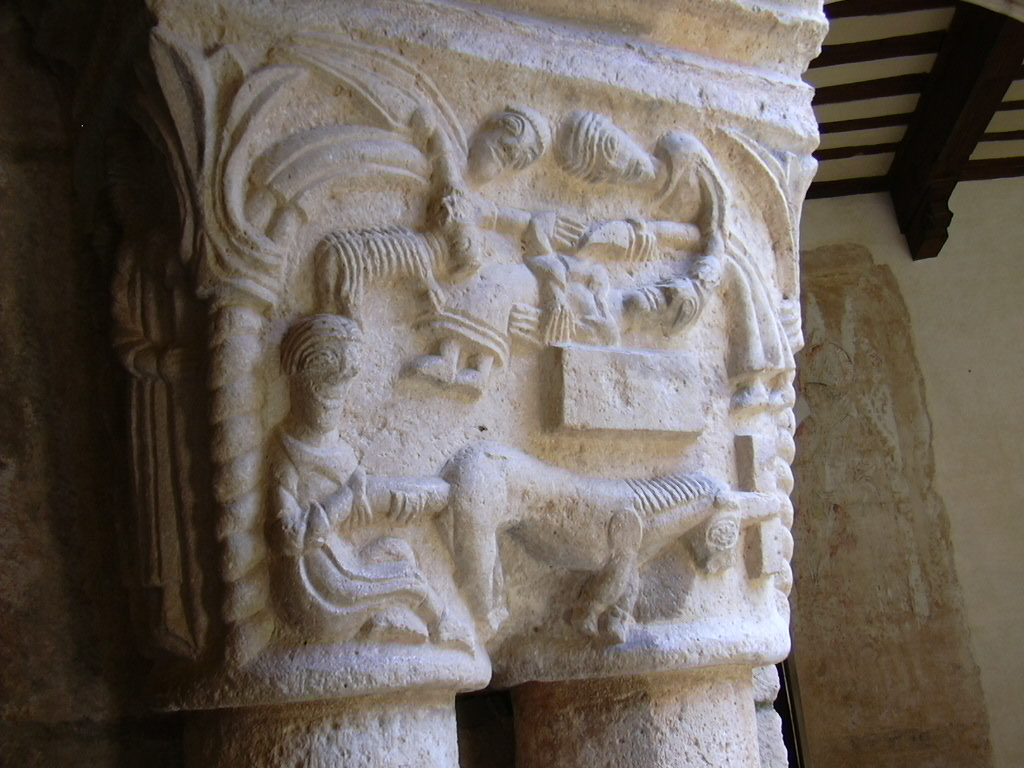
Colegiata de Alquézar. Sacrificio de Isaac
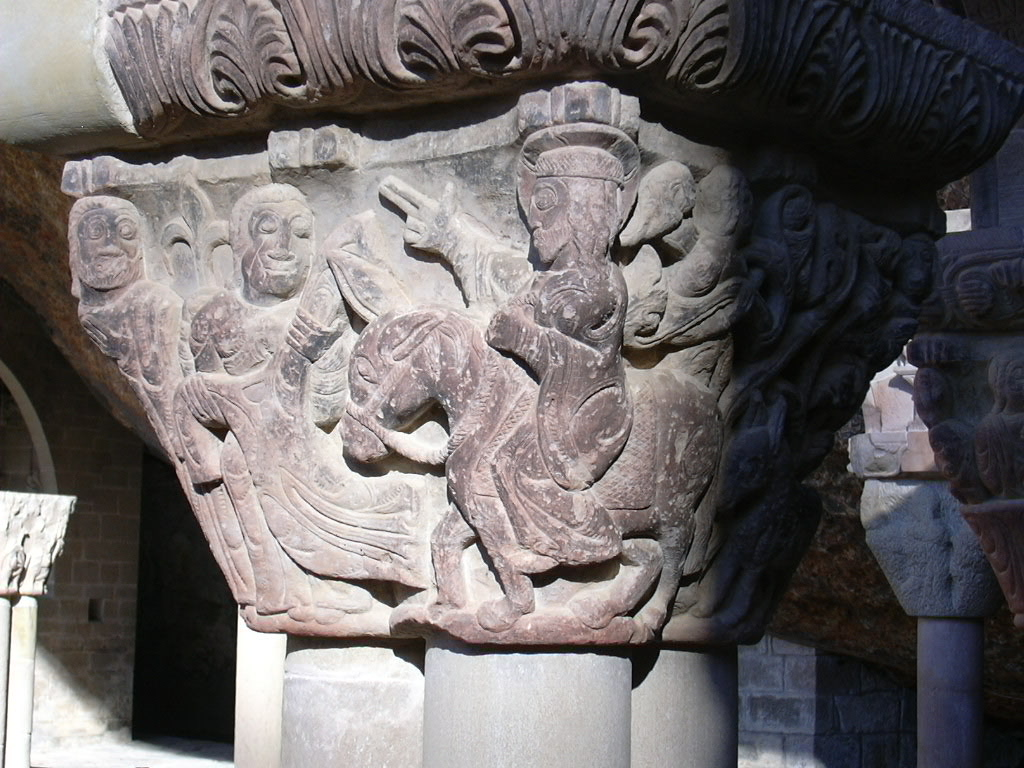
San Juan de la Peña. Entrada en Jerusalén
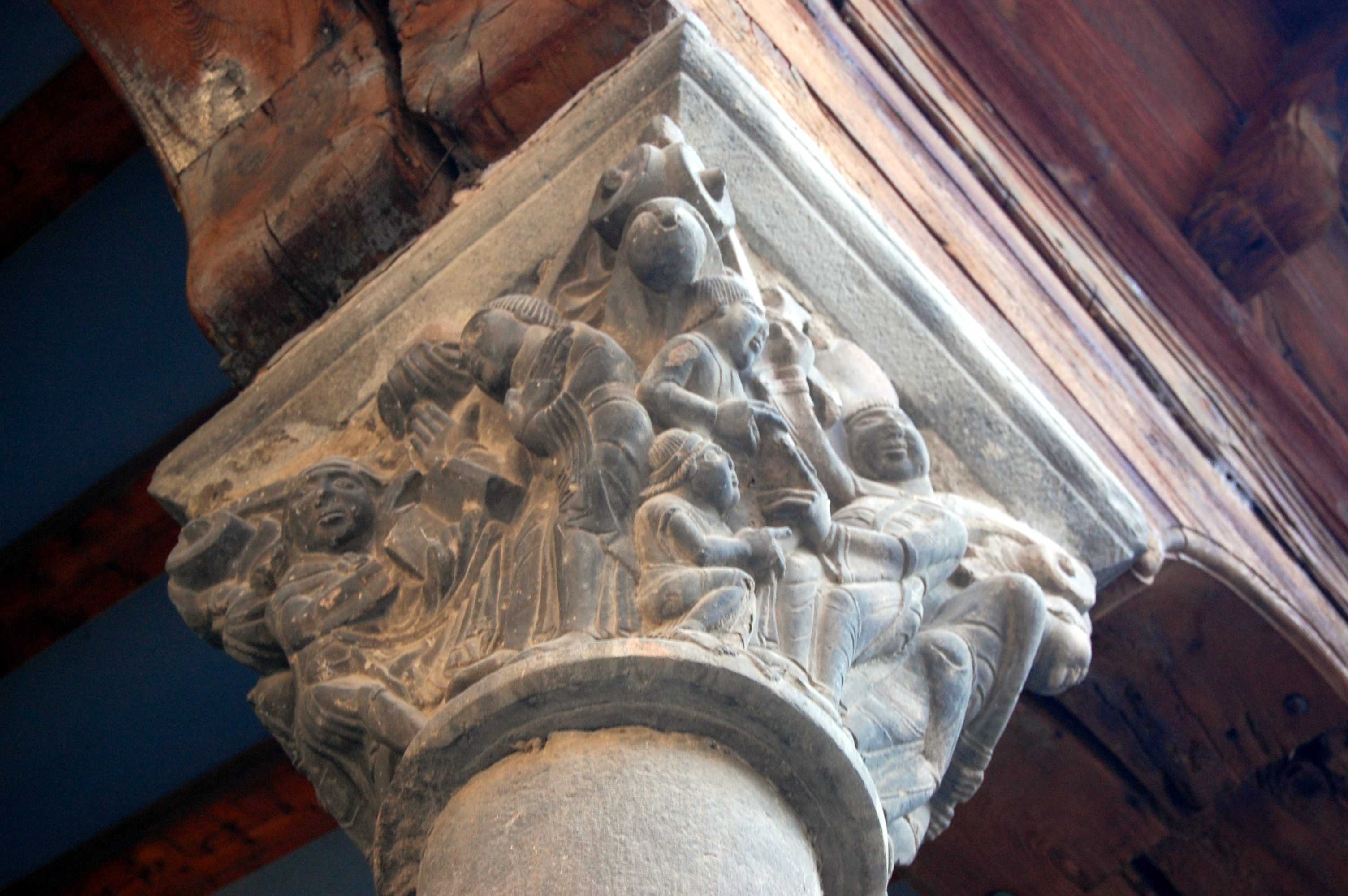
La Catedral de Jaca. Historia de San Sixto
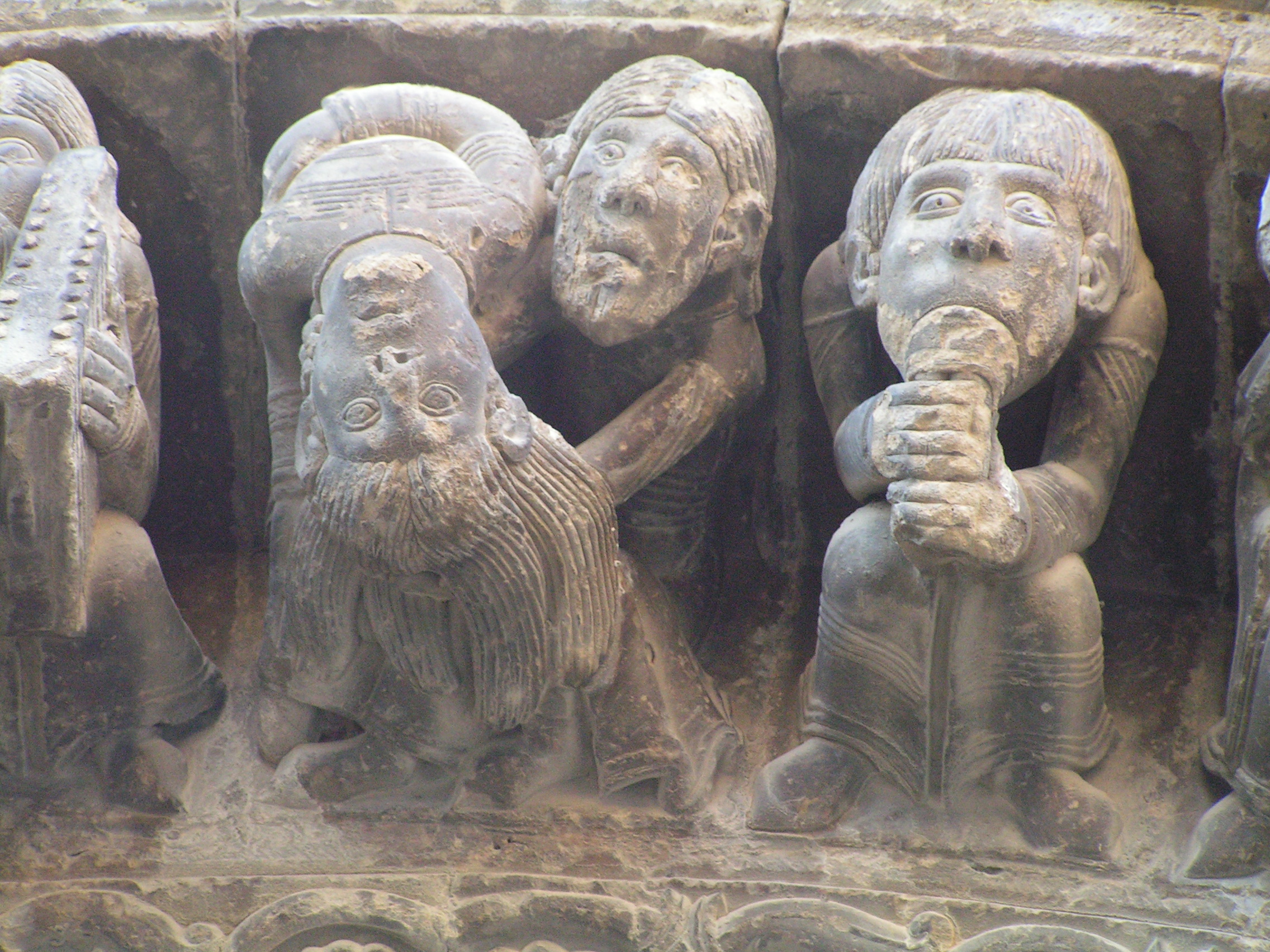
Detalle de la portada de la  iglesia de Santa María la Mayor (Uncastillo)

Crismones románicas de Aragón
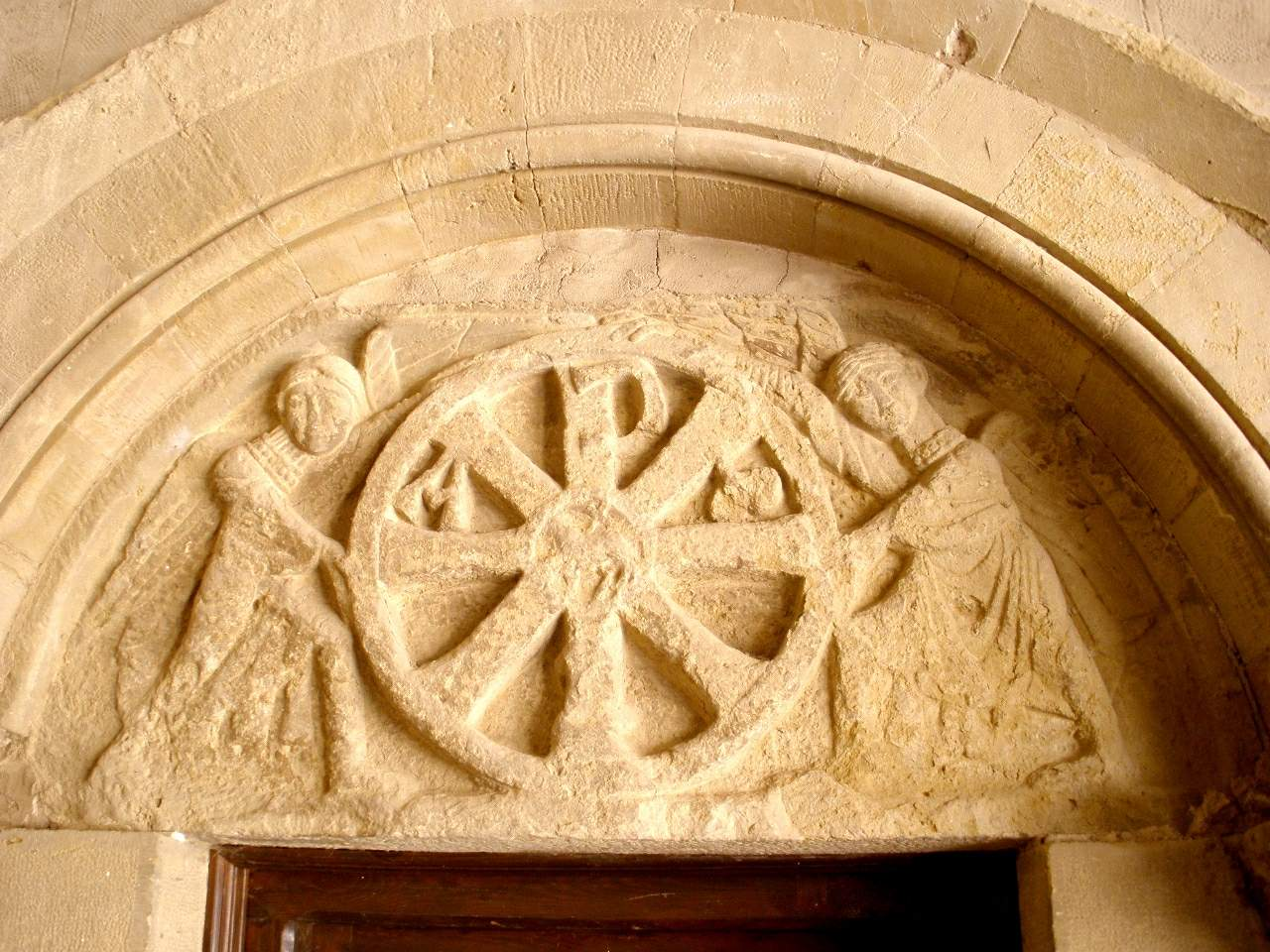
Tímpano con crismón en el monasterio de San Pedro el Viejo, en Huesca
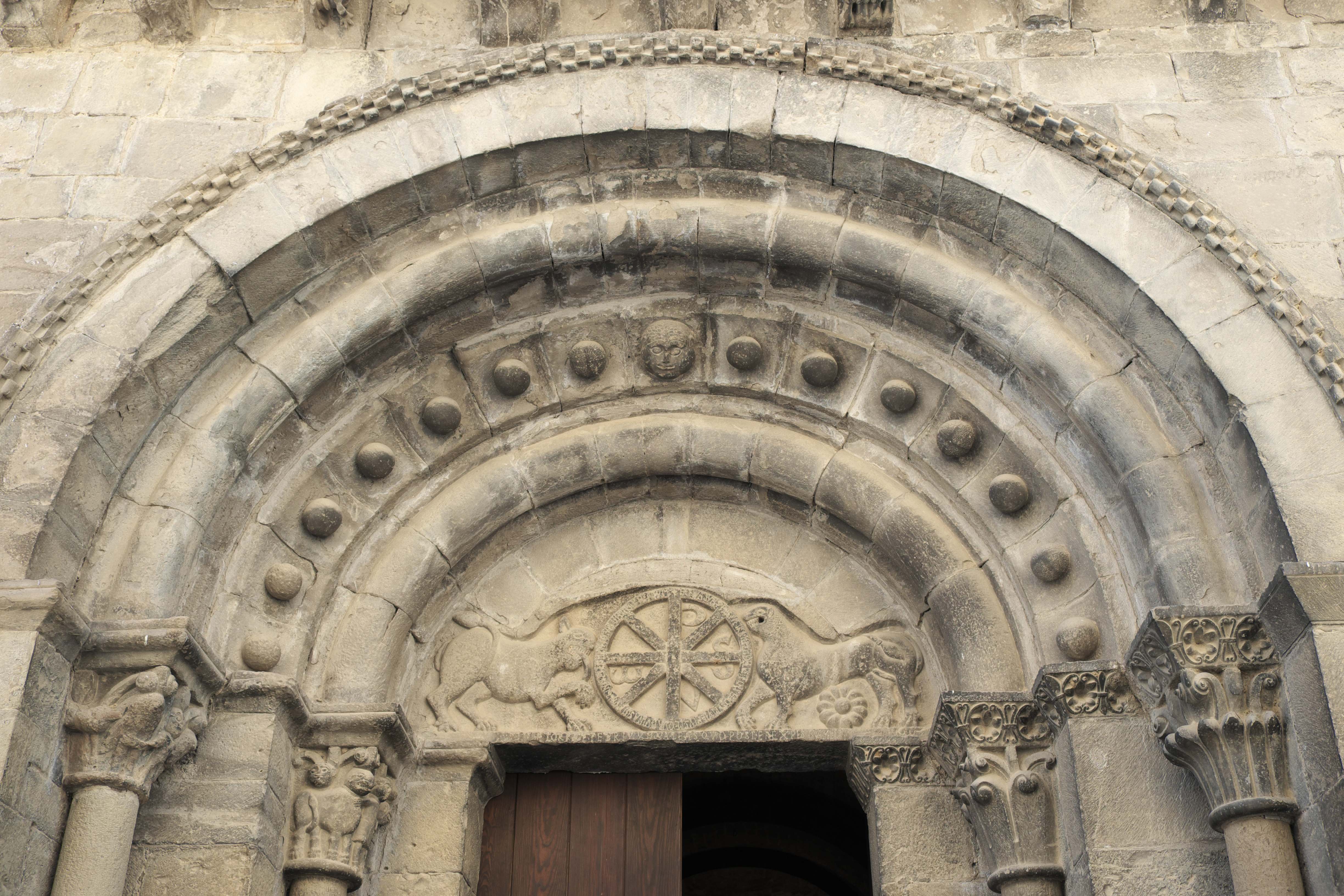
Tímpano en el portal oeste de la iglesia de Santa María (Santa Cruz de la Serós), mostrando chrismón y leones
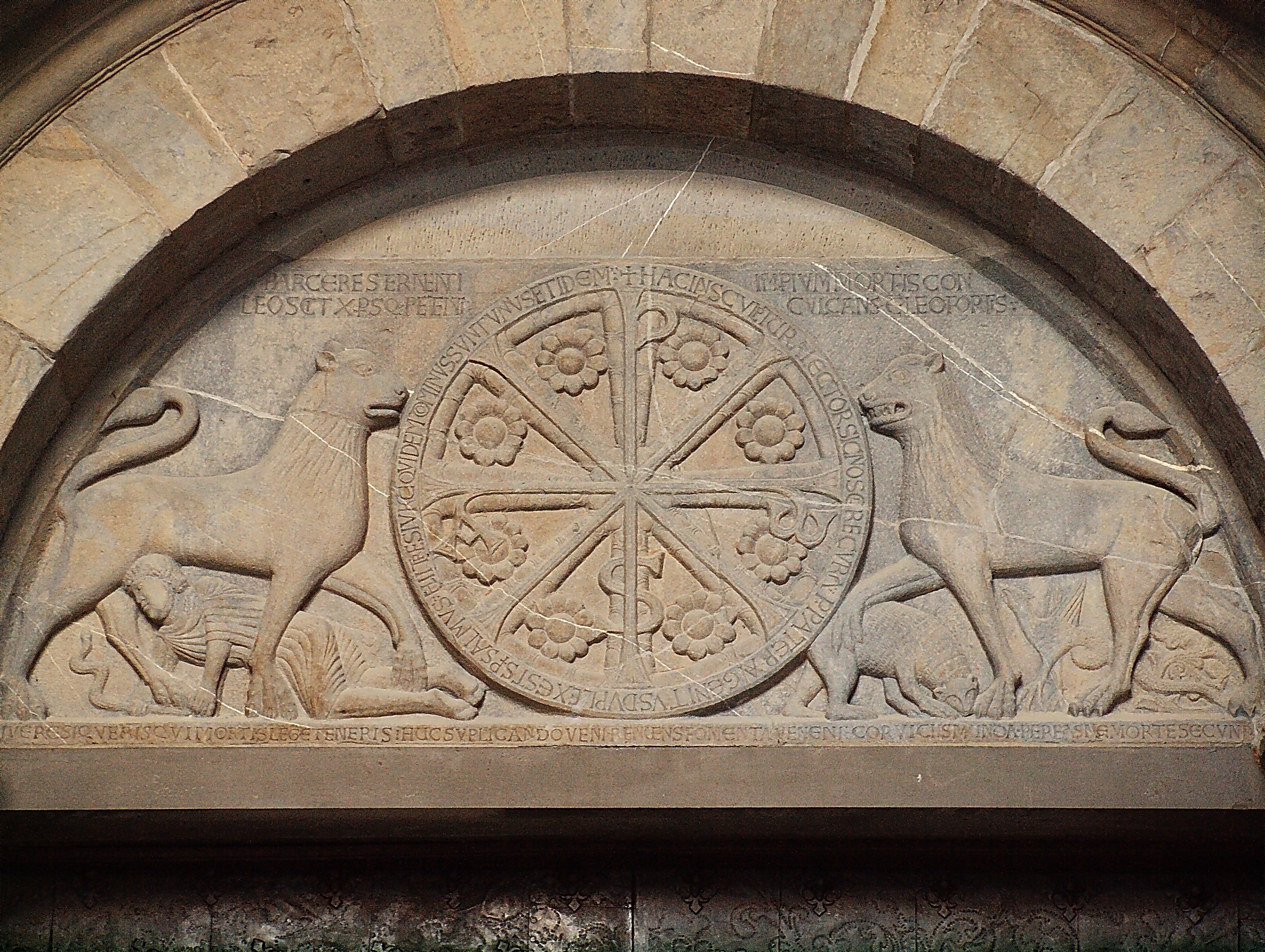
Tímpano con crismón en la catedral de Jaca

## Pintura

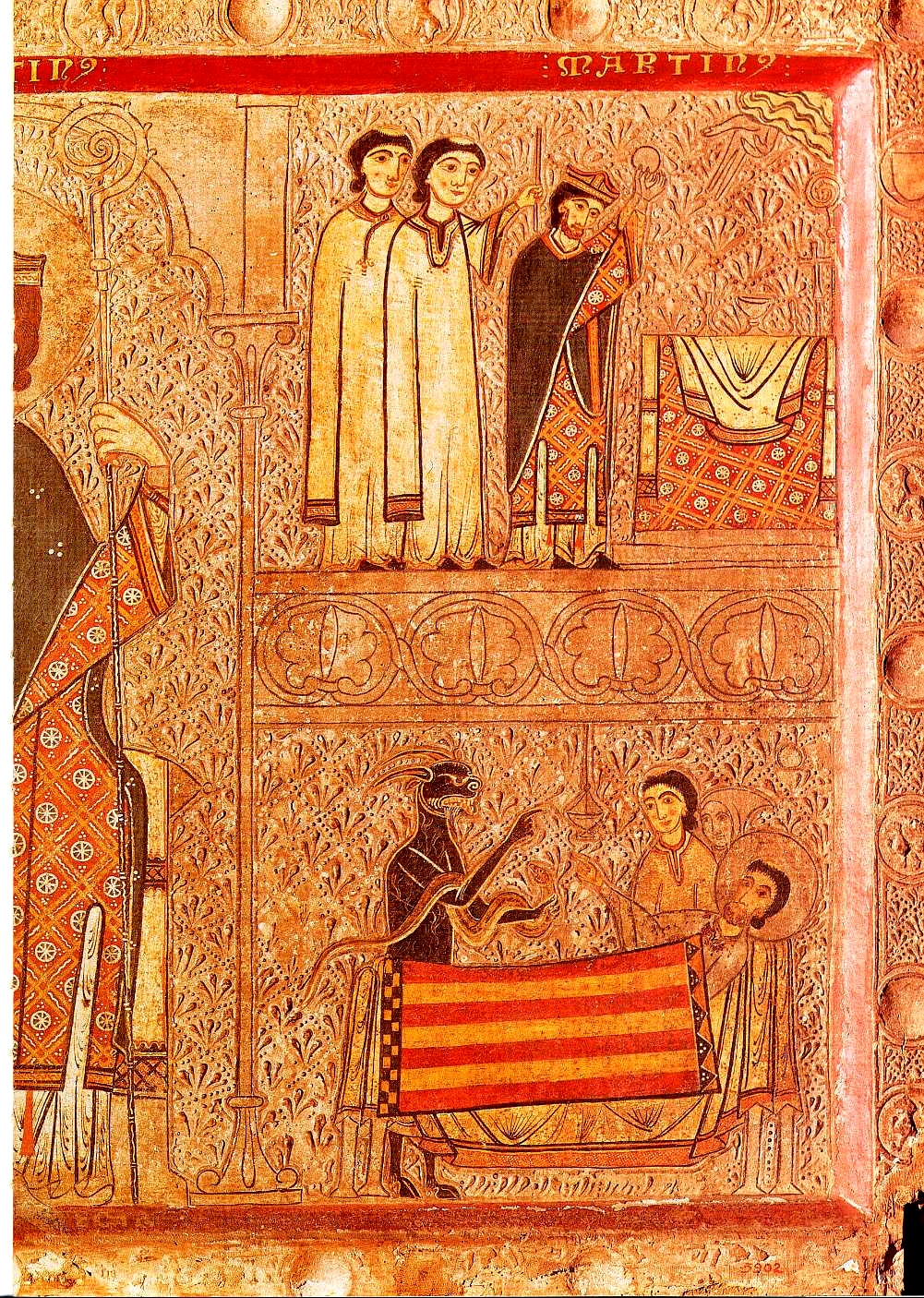
Detalle del frontal de altar de San Martín de Chía (Huesca)

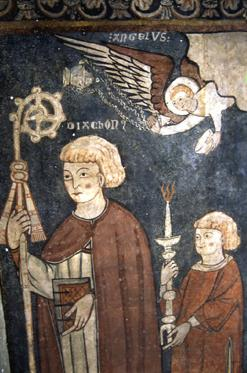
Detalle de los frescos de San Fructuoso de Bierge

La pintura mural románico-aragonesa surge tardíamente, en el siglo XII. Hacia 1123, el Maestro de Taüll o el Maestro de Navasa decora la iglesia de Roda de Isábena, conservándose restos de un Pantocrátor. El llamado Maestro del Juicio Final, italiano, pintó los frescos de Susín, en Huesca. El Maestro de Bagüés trata temas hasta entonces inusitados: una «Ascensión», más un «Calvario» y un destacado «Prendimiento», que ejecuta al fresco con retoques de temple. El Maestro de Ruesta pinta en la iglesia de San Juan Bautista un bello Pantocrator, un apostolado y un Calvario de original cromatismo. En San Fructuoso de Bierge se conserva un gran conjunto de frescos (parte de los cuales está en el Museo Nacional de Arte de Cataluña) atribuidos a dos manos diferentes (primer y Segundo Maestro de Bierge).
Perduran algunas pinturas sobre tabla de la época, ejecutadas al temple de huevo sobre preparación de yeso –la mayoría en fondos privados–, destacando un Pantocrator procedente de Berbegal, Huesca.
Se conservan varios documentos iluminados en los archivos catedralicios de Huesca y Jaca, como las cuatro copias de las actas del Concilio de Jaca, procedentes del monasterio de San Juan de la Peña, donde aparecen dibujados diversos monarcas y obispos. Presuntamente, de la misma procedencia, es la Biblia del siglo XI conservada en la Biblioteca Nacional de Madrid. 
Lo más interesante de las miniaturas aragonesas de los siglos XI y XII, es la adaptación de elementos mozárabes y mudéjares al estilo románico internacional, canalizado mediante la influencia francesa.